# Desmeocraera damba
Desmeocraera damba är en fjärilsart som beskrevs av Bethune-Baker 1913. Desmeocraera damba ingår i släktet Desmeocraera och familjen tandspinnare. Inga underarter finns listade i Catalogue of Life.